# 井手口陽介
井手口陽介（1996年8月23日—），日本足球運動員，司職中場，現效力於日職球隊神戶勝利船，前日本國家足球隊成員。

## 俱乐部生涯
2009年井手口阳介就加入大阪飞脚青训，2014年3月从大阪飞脚青年队成长。然而主教练长谷川健太对井手口阳介给予了信任。4月16日，他就在日本联赛杯击败鸟栖砂岩的比赛中让当时年仅17岁的井手口阳介上演了一线队首秀，并在比赛中打满了90分钟，当时井手口阳介成为一线队成员才仅仅一个月。一个月之后与鹿岛鹿角的杯赛，井手口阳介又替补登场，随后在日丙联赛的22岁以下选拔队中也得到了一些出场机会。大阪飞脚则在当赛季拿到了杯赛双冠王：11月8日，他们在日本联赛杯决赛中击败广岛三箭，一个多月后又在天皇杯决赛中击败了山形山神。
2015年，井手口阳介在赛季开始时还效力于22岁以下选拔队。但在7月22日大阪飞脚2-1击败SC相模原的比赛中，井手口阳介打进了自己的球队处子球。他在各项赛事中出场20次，并在8月11日负于河床的骏河银行杯中打满了90分钟。
在2016年。这个赛季，他在各项赛事中代表大阪飞脚出场34次，攻入4球。2016年元旦，在天皇杯决赛，他替补登场踢了78分钟(比赛第12分钟替换米仓恒贵登场)，大阪飞脚最终也击败浦和红钻连续第二年赢得了天皇杯的冠军。
2018年初转会英冠利兹联 ，后来因为劳工证的问题被租借到西乙莱昂文体 ，但夏季被租借到德乙菲尔特 ，新赛季逐渐成为了主力球员，却又遭遇到了十字韧带撕裂的重伤。
德乙联赛已经完成8轮，从第2轮开始，井手口就在替补名单上。第3轮对荷尔斯泰因以第4轮对海登海姆，他都获得了首发出场，并打满全场的机会。对荷尔斯泰因还打入一球。上一周的周中赛，菲尔特对阵伊藤达哉和酒井高德的汉堡，但出于轮休的考虑，主教练普力奇让他在最后时刻替补登场。井手口阳介是在第8轮比赛，对阵德累斯顿迪纳摩的比赛中，于第31分钟受伤下场的。
大阪飞脚官方宣布，利茲联中场井手口阳介回归球队，双方签约2年。
日职联赛第33轮，大阪飞脚4-1松本山雅，井手口阳介梅开二度，井手口取得进球的比赛，大阪已经8场不败。
2021年12月31日，井手口阳介加盟苏超俱乐部些路迪，合约四年半。
福冈黄蜂官方宣布，些路迪的日本中场井手口阳介租借加盟球队，新赛季将身披99号球衣。

## 國家隊生涯
在2016年里约奥运会预选赛阶段，井手口阳介在6场比赛中打进4球，出色的表现也让他进入了日本队的奥运会大名单。8月8日，井手口阳介在2-2战平哥伦比亚的小组赛中首发出场。三天后击败瑞典的最后一场小组赛，井手口阳介在第77分钟替换兴梠慎三出场。而在2016年11月日本对阵阿曼以及沙特阿拉伯的比赛中，他首次选入国家队。
井手口阳介在2017年6月与叙利亚的麒麟杯比赛中上演了国家队首秀，并深得哈利霍季奇重用。6天后在日本与伊拉克的世界杯亚洲区预选赛上首发出战。
随后，去年8月井手口阳介在世界杯预选赛对阵澳洲的比赛中首发出场，并在87分钟一脚远射攻入了自己国家队的首粒进球。
2017年东亚盃首轮日本1-0战胜北韩，井手口阳介补时绝杀。这场比赛补时是3分钟，但他的绝杀出现在94分钟。
2018年3月的国际比赛中，井手口阳介没能入选大名单。之后他虽然进入了2018年世界杯27人名单，但是没有能够以正式球员身份前往俄罗斯，而是与浅野拓磨一起以候补球员的身份随队训练。
日本足球协会（JFA）于今日宣布，由于俱乐部方面的原因，井手口阳介将退出日本国家队。

## 外部連結
- 井手口陽介 – FIFA國際賽競賽紀錄 (存檔)
- 井手口陽介在 National-Football-Teams.com 上的出场纪录
- Soccerway資料庫：井手口陽介
- 日本職業足球聯賽中的井手口陽介 （日語）